# La Roux

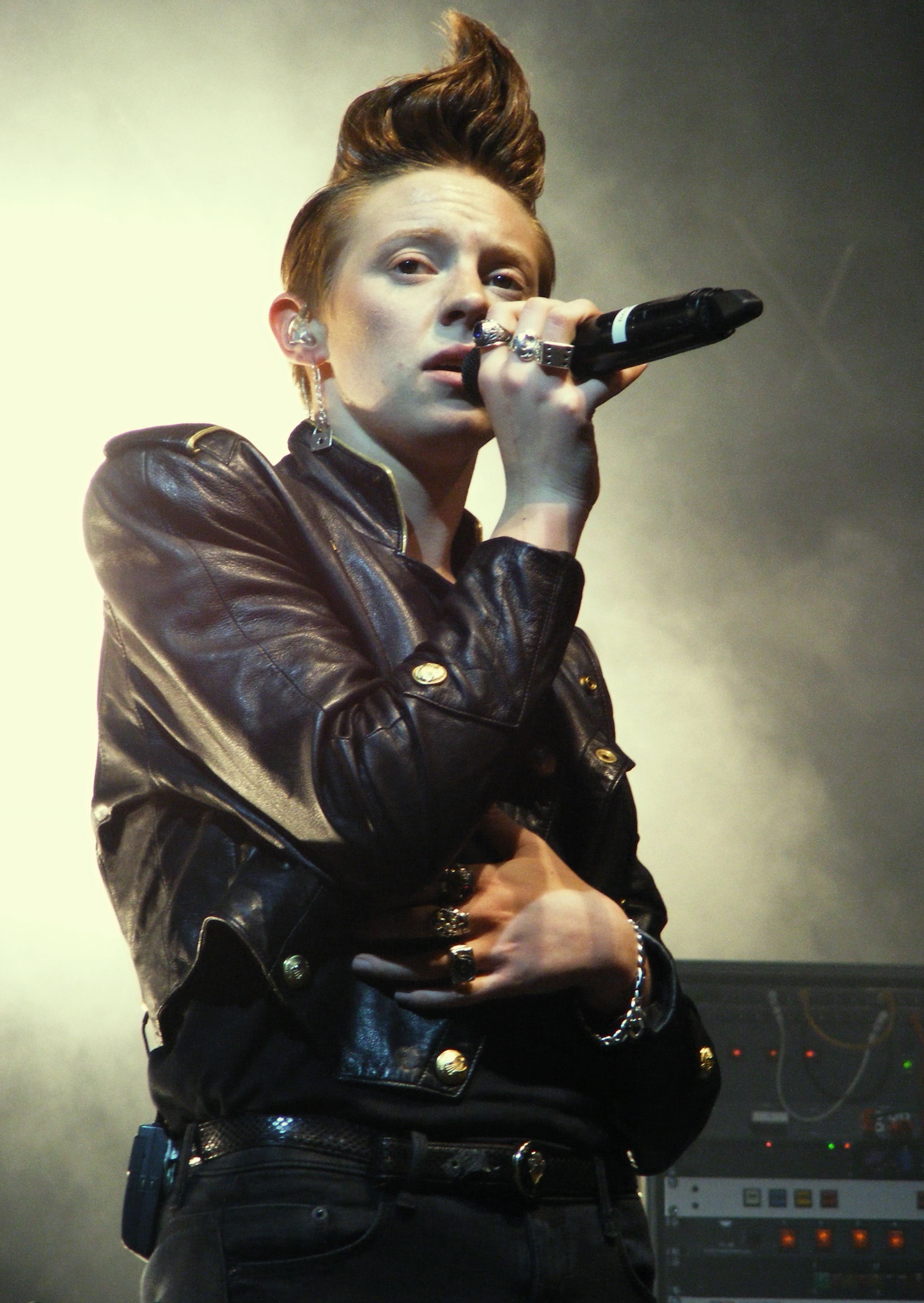
La Roux w 2010 roku

La Roux – synthpopowy duet pochodzący z Wielkiej Brytanii, założony w 2008 roku przez Elly Jackson i Bena Langmaida. Obecnie jednak w skład wchodzi jedynie Elly Jackson, jako wokalistka i twarz La Roux, wspomagana na żywo przez dodatkowych muzyków. Początkowo inspiracją La Roux był przede wszystkim syntezatorowy pop z lat 80. typu Eurythmics, The Human League czy Depeche Mode, na kolejnych płytach stylistyka przesunęła się jednak w stronę funku, disco i muzyki nowofalowej. Największy jak do tej pory sukces zespołu to singel „Bulletproof”, który w 2009 roku stał się światowym przebojem. W 2011 duet zdobył nagrodę Grammy w kategorii „najlepsza płyta elektroniczna/taneczna” za swój debiutancki album.

## Historia
Elly Jackson i Ben Langmaid poznali się w 2006 roku przez wspólnego przyjaciela. Ich debiutancki singel „Quicksand” został wydany niezależnie w 2008 przez małą francuską wytwórnię Kitsuné i wówczas nie spotkał się z sukcesem. Następnie duet podpisał kontrakt z Polydor Records i w marcu 2009 ukazał się drugi singel, „In for the Kill”. Muzycy wyruszyli wówczas w trasę koncertową z Lily Allen. Szeroką popularność La Roux zyskali dzięki trzeciemu singlowi, „Bulletproof”, wydanemu latem 2009. Piosenka ta zadebiutowała na 1. miejscu brytyjskiej listy przebojów. W tym samym czasie wydany został też debiutancki album, La Roux, który dotarł do 2. pozycji na liście sprzedaży w Wielkiej Brytanii. Czwarty i ostatni singel z tej płyty, „I'm Not Your Toy”, ukazał się we wrześniu 2009. W październiku zespół wyruszył w trasę The Gold Tour, która zakończyła się w lipcu 2010. La Roux otrzymali dwie nominacje do Brit Awards oraz dwie MTV Europe Music Awards, a w lutym 2011 ich debiutancki album został uhonorowany Grammy jako „najlepsza płyta elektroniczna/taneczna”. Jackson udzieliła się wokalnie na płytach My Beautiful Dark Twisted Fantasy Kanye West oraz Business Casual kanadyjskiego duetu Chromeo. Piosenka „Hot Mess” nagrana z Chromeo cieszyła się popularnością w 2011 roku.
Pierwsze zapowiedzi drugiej płyty pojawiły się już w 2012 roku, a w 2013 część nowych utworów zostało zaprezentowanych na koncertach. Płyta Trouble in Paradise została ostatecznie wydana w lipcu 2014 roku, już bez Bena Langmaida, poprzedzona singlami „Let Me Down Gently” i „Uptight Downtown”. Krążek nie dorównał debiutowi pod względem sukcesu komercyjnego, ale został za to wysoko oceniony przez krytyków i uznany za jeden z najlepszych albumów 2014 roku według takich źródeł jak The Guardian i New Musical Express. Albumowi towarzyszyła trasa, w ramach której muzycy koncertowali w Ameryce Północnej, Europie, Ameryce Południowej i Australii. W 2015 roku Elly udzieliła się w kilku utworach na płycie Music Complete grupy New Order. Pojawiła się też gościnnie w filmie Absolutnie fantastyczne, gdzie wykonała dwie piosenki z płyty Trouble in Paradise.
W 2019 roku La Roux nagrała gościnny wokal na płytę Igor rapera Tyler, the Creator. Trzecia studyjna płyta La Roux, Supervision, została wydana niezależnie w lutym 2020, poprzedzona singlami „International Woman of Leisure”, „Gullible Fool” i „Automatic Driver”. Album spotkał się ze względnie pozytywnymi recenzjami i osiągnął umiarkowany sukces na listach sprzedaży. La Roux zapowiedziała trasę koncertową po Europie i USA, jednak część amerykańska została przełożona, a później odwołana z powodu pandemii COVID-19. Jackson następnie pojawiła się gościnnie na singlach „Too Far” i „Park Assist” artystów Boulevards i CASisDEAD. W 2021 wydała też cover utworu „Damaged Goods” grupy Gang of Four, promujący składankę The Problem of Leisure: A Celebration of Andy Gill & Gang of Four.

## Członkowie
- Eleanor „Elly” Jackson – urodzona 8 marca 1988 roku[8] w Brixton w południowym Londynie. Jest córką aktorki Trudie Goodwin, ma także starszą siostrę, Jessicę[9]. W La Roux śpiewa (jej skala głosu to sopran[10]), gra na gitarze i syntezatorze. Posługuje się androgynicznym wizerunkiem[11]. Jest osobą nieheteronormatywną[12][13].

Współpracownicy koncertowi
- Fernando Sanchez – gra na gitarze od 2019 roku
- Louis Sommer – gra na gitarze od 2020 roku
- Karl Bossche – występuje z La Roux od 2020 roku

Byli członkowie
- Ben Langmaid – producent i kompozytor, w zespole pozostawał w cieniu Elly i nie pokazywał się w teledyskach, przez co La Roux było często mylnie brane za solowy projekt wokalistki. W rzeczywistości ich role w zespole były niemal równe[15]. Langmaid opuścił La Roux na początku 2012 roku, w trakcie nagrywania drugiej płyty.

Byli współpracownicy koncertowi
- Mickey O’Brien – grała na instrumentach klawiszowych i udzielała się w chórkach od 2008 do 2016 roku
- William Bowerman – grał na perkusji od 2009 do 2016 roku
- Ed Seed – grał na gitarze od 2013 do 2016 roku
- Matthew „Matty” Carroll – grał na gitarze basowej od 2013 do 2016 roku
- Michael Greene (Mike Norris) – drugi muzyk odpowiedzialny za instrumenty klawiszowe, związany z La Roux do 2012 roku. Powodem rozstania z zespołem było obranie solowej drogi artystycznej.
- Seye Adelekan – gitara basowa i chórki, 2016
- Olugbenga Adelekan – gitara basowa, instrumenty klawiszowe i chórki, 2016
- Jay Sharrock – perkusja, 2016

## Dyskografia

### Albumy
| Rok  | Tytuł               | Pozycje na listach | Pozycje na listach | Pozycje na listach | Pozycje na listach | Pozycje na listach | Pozycje na listach | Pozycje na listach | Pozycje na listach | Pozycje na listach | Pozycje na listach | Certyfikaty                                                     |
| Rok  | Tytuł               | UK                 | IRL                | GER                | AUT                | SWI                | BEL                | NLD                | NOR                | AUS                | USA                | Certyfikaty                                                     |
| ---- | ------------------- | ------------------ | ------------------ | ------------------ | ------------------ | ------------------ | ------------------ | ------------------ | ------------------ | ------------------ | ------------------ | --------------------------------------------------------------- |
| 2009 | La Roux             | 2                  | 7                  | 54                 | 34                 | 54                 | 34                 | 55                 | 36                 | 22                 | 70                 | - UK: platynowa płyta - IRL: platynowa płyta - AUS: złota płyta |
| 2014 | Trouble in Paradise | 6                  | 15                 | 33                 | 50                 | 17                 | 19                 | 48                 | 38                 | 28                 | 20                 |                                                                 |
| 2020 | Supervision         | 20                 | —                  | 85                 | —                  | —                  | —                  | —                  | —                  | —                  | —                  |                                                                 |

### Single
| Rok  | Tytuł                            | Pozycje na listach | Pozycje na listach | Pozycje na listach | Pozycje na listach | Pozycje na listach | Pozycje na listach | Pozycje na listach | Pozycje na listach | Pozycje na listach | Pozycje na listach | Certyfikaty                                                                                | Album               |
| Rok  | Tytuł                            | UK                 | IRL                | GER                | AUT                | SWI                | BEL                | NLD                | NOR                | AUS                | USA                | Certyfikaty                                                                                | Album               |
| ---- | -------------------------------- | ------------------ | ------------------ | ------------------ | ------------------ | ------------------ | ------------------ | ------------------ | ------------------ | ------------------ | ------------------ | ------------------------------------------------------------------------------------------ | ------------------- |
| 2008 | „Quicksand”                      | 129                | —                  | —                  | —                  | —                  | —                  | —                  | —                  | —                  | —                  |                                                                                            | La Roux             |
| 2009 | „In for the Kill”                | 2                  | 13                 | 92                 | 53                 | —                  | 43                 | —                  | 11                 | 36                 | —                  | - UK: platynowa płyta - AUS: złota płyta                                                   | La Roux             |
| 2009 | „Bulletproof”                    | 1                  | 5                  | 13                 | 3                  | 42                 | 5                  | 20                 | 18                 | 5                  | 8                  | - UK: platynowa płyta - GER: złota płyta - AUS: platynowa płyta - USA: 2 × platynowa płyta | La Roux             |
| 2009 | „I'm Not Your Toy”               | 27                 | —                  | —                  | —                  | —                  | —                  | —                  | —                  | —                  | —                  |                                                                                            | La Roux             |
| 2014 | „Let Me Down Gently”             | 194                | —                  | —                  | —                  | —                  | —                  | —                  | —                  | —                  | —                  |                                                                                            | Trouble in Paradise |
| 2014 | „Uptight Downtown”               | 63                 | —                  | —                  | —                  | —                  | —                  | —                  | —                  | —                  | —                  |                                                                                            | Trouble in Paradise |
| 2014 | „Tropical Chancer”               | —                  | —                  | —                  | —                  | —                  | —                  | —                  | —                  | —                  | —                  |                                                                                            | Trouble in Paradise |
| 2014 | „Kiss and Not Tell”              | —                  | —                  | —                  | —                  | —                  | —                  | —                  | —                  | —                  | —                  |                                                                                            | Trouble in Paradise |
| 2019 | „International Woman of Leisure” | —                  | —                  | —                  | —                  | —                  | —                  | —                  | —                  | —                  | —                  |                                                                                            | Supervision         |
| 2019 | „Gullible Fool”                  | —                  | —                  | —                  | —                  | —                  | —                  | —                  | —                  | —                  | —                  |                                                                                            | Supervision         |
| 2020 | „Automatic Driver”               | —                  | —                  | —                  | —                  | —                  | —                  | —                  | —                  | —                  | —                  |                                                                                            | Supervision         |
| 2020 | „Too Far” (oraz Boulevards)      | —                  | —                  | —                  | —                  | —                  | —                  | —                  | —                  | —                  | —                  |                                                                                            | —                   |
| 2021 | „Park Assist” (oraz CASisDEAD)   | —                  | —                  | —                  | —                  | —                  | —                  | —                  | —                  | —                  | —                  |                                                                                            | —                   |
| 2021 | „Damaged Goods”                  | —                  | —                  | —                  | —                  | —                  | —                  | —                  | —                  | —                  | —                  | The Problem of Leisure                                                                     |                     |

## Nagrody
- 2009: Silver Clef Award dla „najlepszego nowego artysty”[35]
- 2010: Nagroda czasopisma NME za utwór „In for the Kill” (Skream Remix) w kategorii „Best Dancefloor Filler”[36]
- 2010: International Dance Music Award za utwór „In for the Kill” (Skream Remix) w kategorii „najlepsze nagranie dubstepowe/drum and bass/jungle”[37]
- 2010: International Dance Music Award dla „najlepszego nowego zespołu”[37]
- 2011: Nagroda Grammy za album La Roux w kategorii „najlepszy album muzyki elektronicznej/tanecznej”[38]